# Campagneschule
Die Campagneschule steht im Reitsport der hohen Schule gegenüber. Der Begriff wird hauptsächlich im Zusammenhang mit der klassischen Reitkunst verwendet. Die Campagneschule ist die Ausbildung des Pferdes für die Gebrauchsreiterei.
Das Pferd erhält eine grundlegende Dressurausbildung, die es ihm ermöglicht, auf Hilfen zu reagieren und die Tragkraft zu entwickeln. Die Ausbildung ist Grundlage für Arbeits- und Jagdpferde, die lange Zeit im Gelände ermüdungsfrei unter dem Reiter gehen sollen.
Gelernt wird Versammlung, das Reiten von Wendungen und Zirkeln in allen drei Gangarten, Selbsthaltung, Losgelassenheit, Schub aus der Hinterhand und das Aufnehmen von Gewicht auf die Hinterhand. Der Pferd lernt korrekte Stellung und Biegung im Seitengang und Tempounterschiede in allen drei Gangarten.
Die Campagneschule nimmt zwei Drittel der Ausbildung eines Pferdes zur Hohen Schule in Anspruch.

## Lektionen
Lektionen der Campagneschule sind:
- Rückwärtsrichten
- Volte
- Schultervor
- Schulterherein
- Renvers, einschließlich Travers und Traversalen
- Einfacher Galoppwechsel
- Fliegender Galoppwechsel, auch Sprungwechsel zu vier, drei und zwei Sprüngen
- Kontergalopp
- Schrittpirouette
- Verstärkungen in allen Gangarten